# Rumelia Orientală
Rumelia Orientală (în bulgară Източна Румелия, Iztocina Rumelia; în turcă otomană روم الى شرقى, Rumeli-i Șarkî; în greacă Ανατολική Ρωμυλία, Anatoliki Romylia) a fost o provincie autonomă din punct de vedere administrativ (vilayet) din cadrul Imperiului Otoman între 1878 și 1908. Ea a trecut sub control bulgăresc după 1885 când, în urma unei revoluții fără vărsare de sânge, s-a unit cu Principatul Bulgariei, stat cu autonomie mai largă. Etnici bulgari formau majoritatea populației Rumeliei Orientale. Ea avea capitala la Plovdiv (în turcă, Filibe, cunoscut în Occident la acea vreme sub numele grecesc Philippopolis). Astăzi, Rumelia Orientală face parte din Bulgaria.

## Istorie

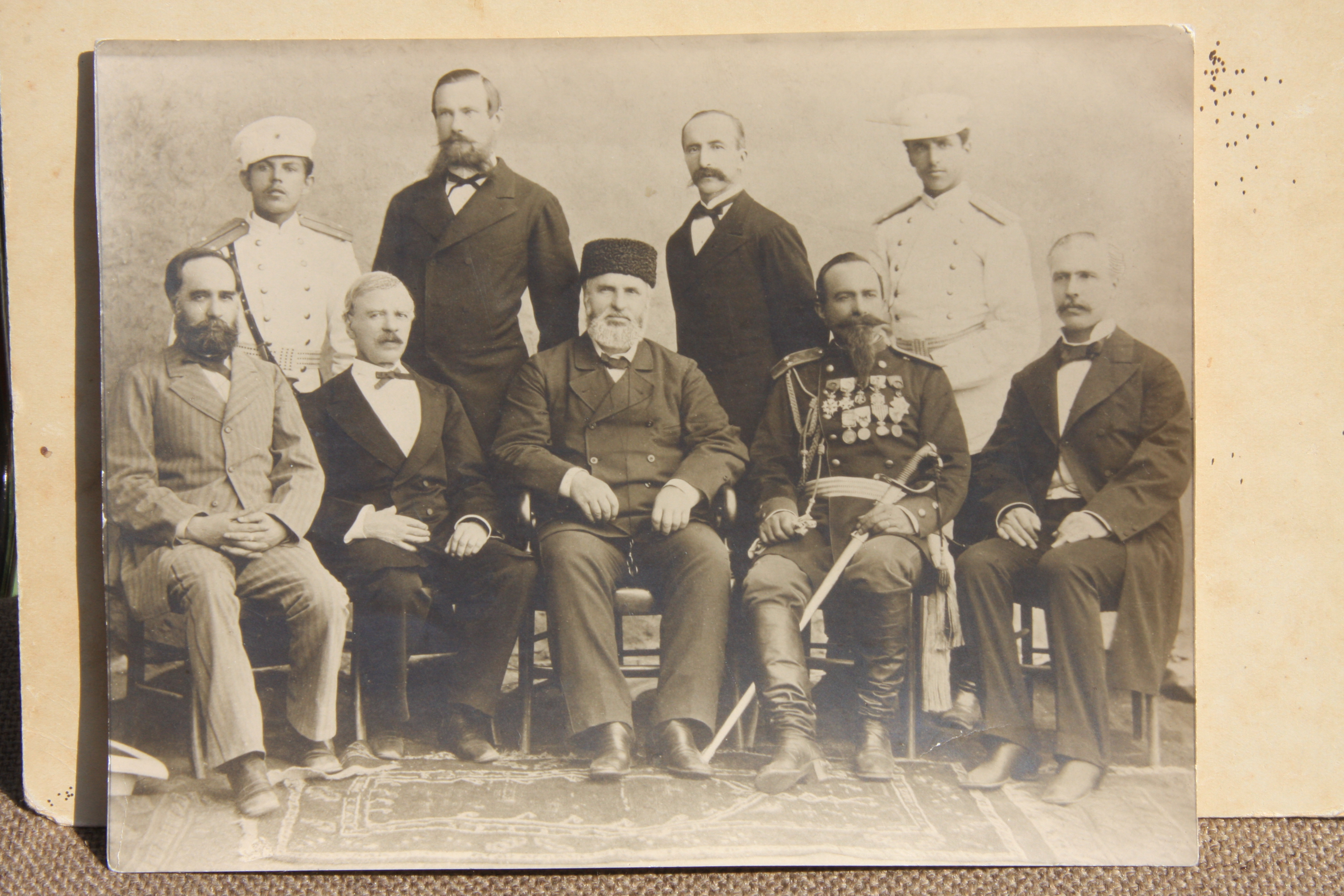
Prințul Alecu Vogoride (centru), Vitalis Pașa (cu medalii) și ceilalți membri ai Directoriului Rumeliei orientale în 1879 la Plovdiv.

Rumelia orientală a fost înființată ca provincie autonomă în cadrul Imperiului Otoman prin tratatul de la Berlin în 1878. Ea cuprindea teritoriul dintre Munții Balcani, Munții Rodopi și Strandja, o regiune denumită de locuitorii săi —bulgari, turci, romi, greci, armeni și evrei —sub numele de Tracia de Nord. Provincia a fost botezată Rumelia Orientală la insistențele delegaților britanici de la congresul de la Berlin: otomanii denumeau Rumelia toate regiunile europene ale Imperiului, adică cele care în antichitate făcuseră parte din Imperiul Roman. Aproximativ douăzeci de sate ale pomacilor (bulgari musulmani) din Munții Rodopi au refuzat să recunoască autoritatea Rumeliei Orientale și au format așa-numita Republică Tămrăș.

### Unirea cu Bulgaria
După o revoluție fără vărsare de sânge, la 6 septembrie 1885, provincia a fost anexată de Principatul Bulgariei, stat autonom care plătea tribut Imperiului Otoman. După victoria Bulgariei în Războiul Sârbo-Bulgar care a urmat, status quoul a fost recunoscut de Poartă prin Acordul de la Tophane din 24 martie 1886. Prin acesta, sultanul Abdul-Hamid al II-lea l-a numit pe principele Bulgariei (fără a da numele cuiva anume) în funcția de Guvernator General al Rumeliei Orientale, păstrând fosta distincție între cele două entități statale și respectând litera tratatului de la Berlin. Era clar, însă, pentru Marile Puteri că unirea dintre Principatul Bulgariei și Rumelia Orientală este una permanentă, care nu va mai fi dizolvată. Republica Tămrăș și regiunea Kărgeali au reintrat în componența Imperiului Otoman. Provincia a rămas sub suzeranitate otomană până când Bulgaria a devenit de jure stat independent în 1908. 6 septembrie, Ziua Unirii, este sărbătoare națională în Bulgaria.

## Guvernarea

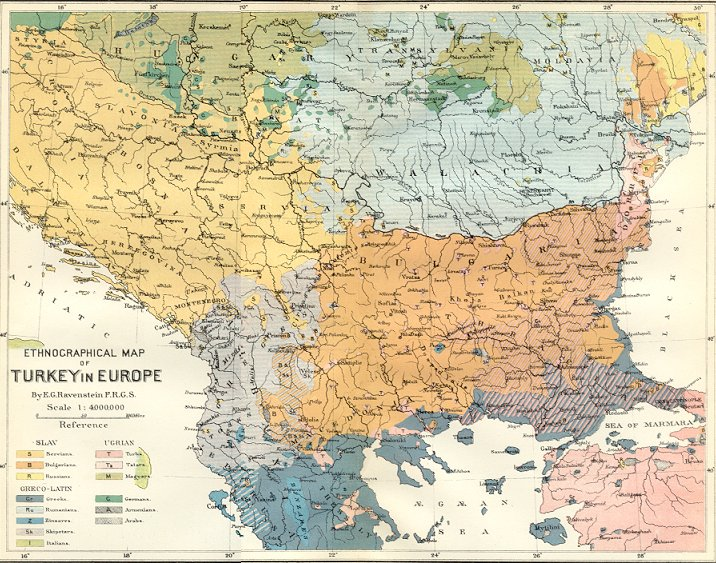
Hartă a compoziţiei etnice a Balcanilor a cartografului anglo-german en din 1870.

Conform tratatului de la Berlin, Rumelia Orientală urma să rămână sub jurisdicția politică și militară a Imperiului Otoman, cu o semnificativă autonomie administrativă (conform articolului 13). Cadrul legislativ al organizării Rumeliei Orientale a fost definit odată cu Statutul Organic adoptat la 14 aprilie 1879 și a rămas în vigoare până la unirea cu Bulgaria în 1885. Conform Statutului Organic, provincia era condusă de un Guvernator General creștin numit de Sublima Poartă și cu aprobarea Marilor Puteri. Organismul legislativ era Consiliul Provincial format din 56 de persoane, dintre care 10 erau numite de Guvernatorul General, 10 erau membri permanenți și 36 erau aleși direct de cetățeni.
Rumelia Orientală era formată din departamentele (în terminologie otomană sangeacuri, în bulgară области oblasti): Plovdiv (Filibe), Pazargik (Tatarpazarcığı), Haskovo (Hasköy), Stara Zagora (Eski Zağra), Sliven (İslimye) și Burgas (Burgaz), fiecare la rândul său împărțite în cantoane (denumite de otomani kazas, de bulgari околии okolii).

### Guvernatori Generali

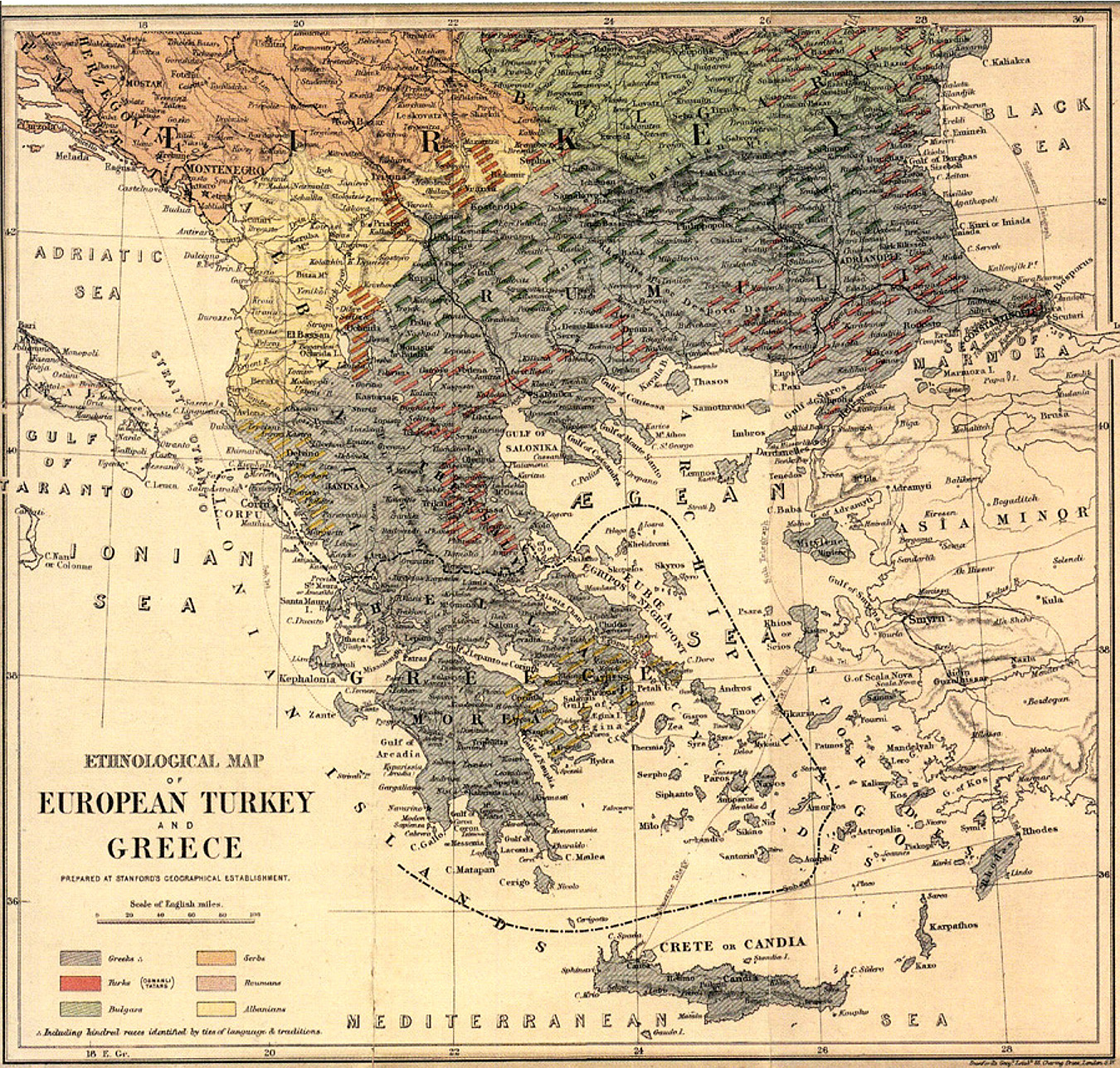
Harta compoziţiei etnice a Peninsulei Balcanice realizată de cartograful englez E. Stanford, în 1877.

Primul Guvernator General a fost prințul bulgar Alexandru Bogoridi (1879–1884), care a fost acceptat atât de bulgari, cât și de grecii din provincie. Al doilea Guvernator General a fost Gavril Krastevici (1884–1885), un celebru istoric bulgar. Înaintea numirii primului Guvernator General, administrația civilă a provinciei a fost în grija rusului Arkadi Stolîpin între 9 octombrie 1878 și 18 mai 1879.
În perioada anexării bulgare, Gheorghi Stranski a fost numit comisar pentru Bulgaria de Sud (9 septembrie 1885 – 5 aprilie 1886), iar când provincia a revenit sub suveranitate oficială otomană, dar sub control bulgăresc, principele Bulgariei a fost recunoscut de Sublima Poartă ca guvernator general.
- Alexandru Bogoridi "Aleko Pașa" (18 mai 1879 - 26 aprilie 1884)
- Gavril Krastevici "Gavril Pașa" (26 aprilie 1884 - 18 septembrie 1885)
- Principele Bulgariei (17 aprilie 1886 - 5 octombrie 1908)
  - Alexandru al Bulgariei (17 aprilie 1886 - 7 septembrie 1886)
  - Ferdinand I al Bulgariei (7 iulie 1887 - 5 octombrie 1908)

## Populația și compoziția etnică

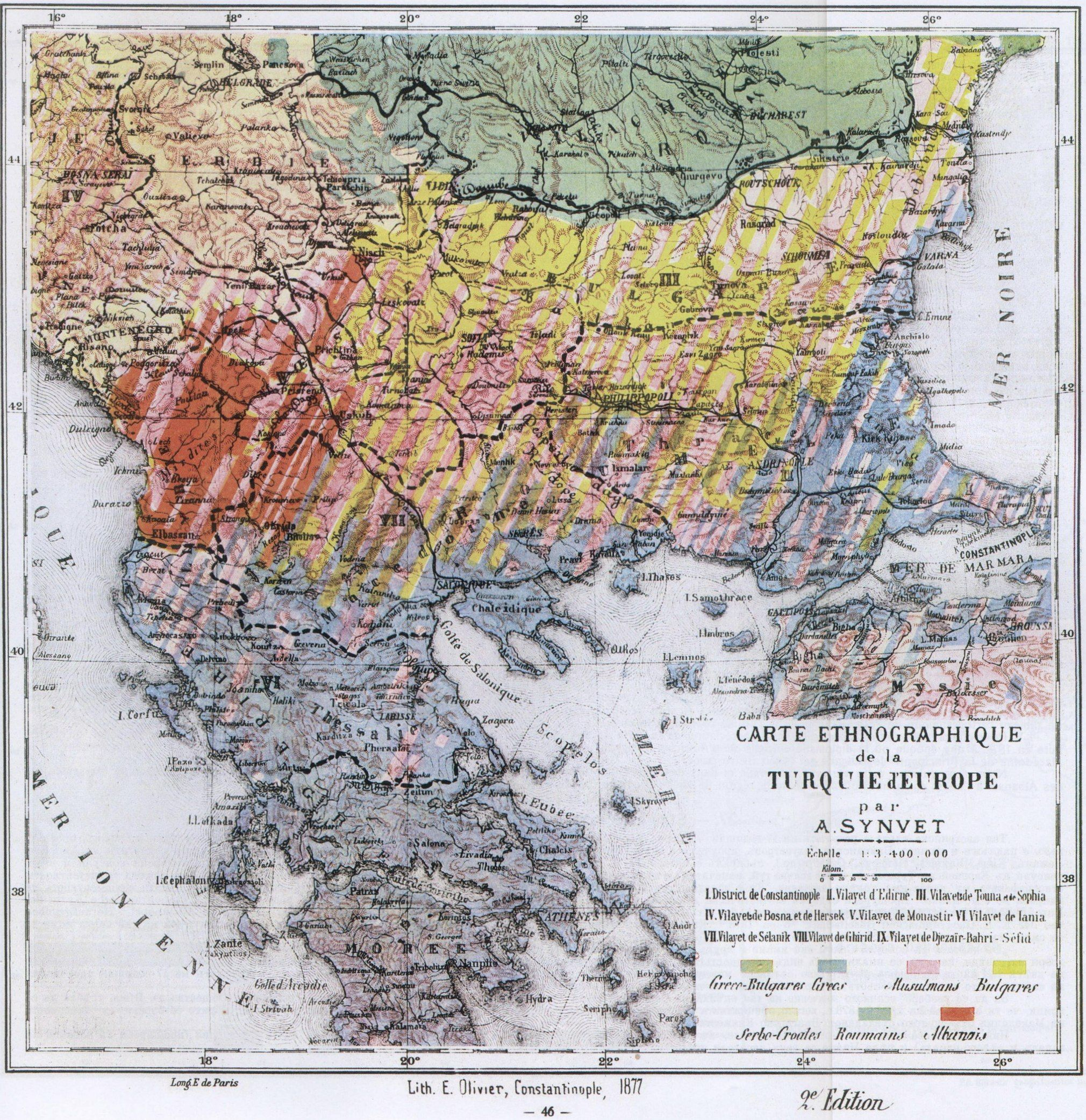
Compoziţia etnică a Peninsulei Balcanice, realizată de A. Synvet în 1877, profesor francez la Liceul Otoman din Constantinopol.

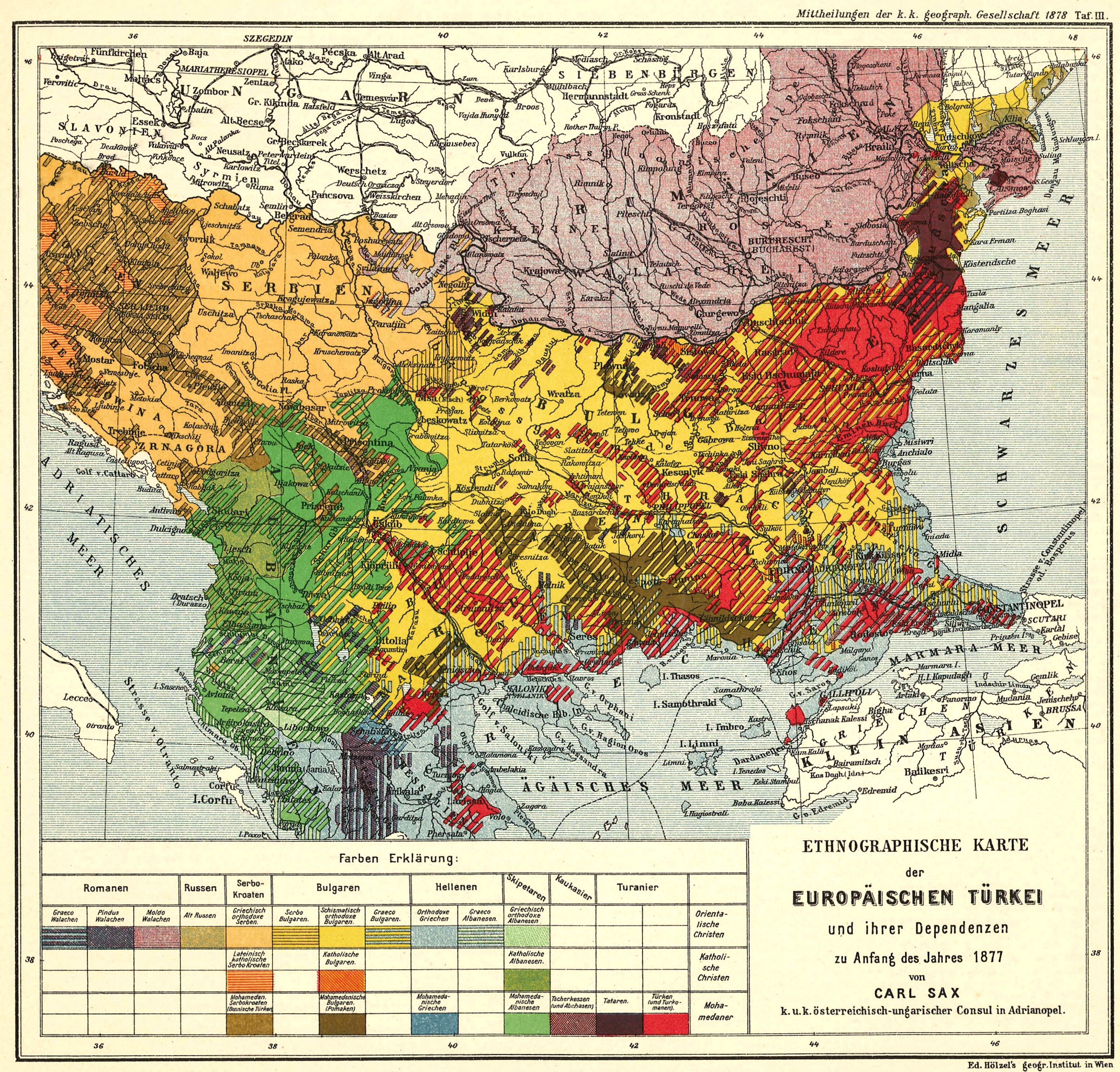
Hartă etnică a Turciei Europene şi a principatelor dependente de ea la începutul războiului din 1877, de Karl Sax, consulul Austro-Ungariei la Adrianopol. Publicată de Societatea Geografică Imperială şi Regală, Viena, 1878.

Cum era cazul în secolul al XIX-lea și cu alte regiuni ale Imperiului Otoman, Rumelia Orientală avea o structură etnică diversă. Cele mai vechi informații despre compoziția etnică a regiunii, dinaintea efectuării primului recensământ, provine din hărțile etnogeografice ale Balcanilor, realizate de cartografii occidentali. Toate prezintă regiunea ca fiind locuită de bulgari, greci și turci, însă fiecare dă proporțiile acestor etnii diferit. Nu toți acești cartografi erau, însă, neutri, fie din cauza surselor folosite, fie din cauza interpretării materialelor. De exemplu, hărțile cartografului englez Stanford și ale francezului A. Synvet, au fost privite de istoricii de mai târziu ca fiind pro-grecești. Stanford a alcătuit harta sa din 1877 din surse furnizate de Aosciația pentru Propagarea Literelor Grecești, o organizație grecească, care respingea limba drept criteriu al determinării apartenenței etnice, ignorând criteriile în vigoare la acea vreme. Synvet, profesor la liceul otoman, și-a alcătuit harta după sursele furnizate de Patriarhia Constantinopolului.
Nu există, deci, informații exacte privind efectivul diferitelor grupuri etnice înainte de 1878. Conform unui raport britanic dinaintea războiului din 1877-1878, populația nemusulmană (în mare parte bulgărească) a Rumeliei Orientale, era în proporție de aproximativ 60%, în creștere din cauza emigrației musulmanilor în timpul războiului și imediat după acesta. Rezultatele primelor alegeri pentru Adunarea Regională, care au avut loc la 17 octombrie 1879 arată că dintre cei 36 de deputați aleși, 31 erau bulgari (86,1%), 3 erau greci (8,3%) iar 2 erau turci (5,6%). Statisticile etnice ale recensămintelor din 1880 și 1884 dau o majoritate bulgărească a populației. La recensământul nereușit din 1880, aproximativ 590.000 de oameni (72.3%) s-au identificat drept bulgari, 158.000 (19,4%) ca turci, 19.500 (2,4%) ca romi, iar 48.000 (5,9%) aparțineau altor etnii, și anume greci, armeni și evrei. Repetarea recensământului în 1884 a dat rezultate similare: 69,9% bulgari, 20,6% turci și 2,8% romi.
Compoziția etnică a Rumeliei Orientale la 1884, conform recensământului provinciei:
| TOTAL   | Bulgari | Turci și bulgari musulmani | Greci  | Țigani | Evrei | Armeni |
| ------- | ------- | -------------------------- | ------ | ------ | ----- | ------ |
| 815.946 | 573.560 | 174.700                    | 42.654 | 19.549 | 4.177 | 1.306  |

Rumelia Orientală era locuită, în proporție foarte mică, și de străini, mai ales austrieci, cehi, maghiari, francezi și italieni.
Proprietățile abandonate de musulmanii care au fugit de armata rusă în timpul războiului din 1877-1878 a fost preluată de populația locală. Foștii proprietari, majoritatea mari proprietari de pământuri, au fost amenințați cu represalii pentru acțiunile lor din timpul războiului, pentru a fi descurajați a se mai întoarce; cei care s-au întors au fost obligați să plătească o taxă de 10% pe proprietăți, obligându-i pe mulți să-și vândă pământurile pentru a plăti impozitul.
Grecii din Rumelia Orientală erau concentrați în regiunea de coastă, unde erau numeroși, și în unele orașe din interior, cum ar fi Plovdiv, unde erau majoritari. Grecii din regiune au fost implicați într-un schimb de populație cu provinciile grecești Macedonia și Tracia după Războaiele Balcanice și Primul Război Mondial. Astăzi, au mai rămas aproximativ 1400 de greci în regiune, precum și 4200 sărăcăciani.